# Евдокија Вајани
Евдокија Вајани (грчки: Ευδοκία Βαϊανή; умрла 901) је била византијска царица, трећа супруга Лава VI Мудрог. 

## Биографија
Евдокију помиње Теофанов настављач, аутор хронике која се наставља на хронику Теофана Исповедника. Писана је током владавине цара Константина VII Порфирогенита. По Настављачу, Евдокија је дошла из теме Опсикије, области која је обухватала Битинију и Пафлагонију и протезала се од Абида до Дарданела о ид Синопе до Анкире. Евдокија се удала за Лава на пролеће 900. године. Лав је пре ње имао две супруге. Константин VII у свом спису "De Ceremoniis" помиње три ћерке из претходних бракова цара Лава, али ниједног сина, наследника престола. Георгије Острогорски пише да је трећи брак био нелегитиман по византијском праву, а такође се противио и православним обичајима. Лав се стога суочио са непријатељством цариградског патријарха Антонија II. Евдокија је после годину дана умрла на порођају. Теофанов настављач пише да дете није ни рођено. Међутим, Константин Порфирогенит међу децом цара Лава наводи и сина по имену Василије, што наводи на претпоставку да је дете ипак рођено и да је живело довољно дуго да би му дали име. Порфирогенит даје и информацију о месту сахране Евдокије. Њено тело положено је у гробницу у цркви Светих Апостола у Цариграду. 